# Red Eye
Red Eye（レッドアイ、2002年2月23日 ‐ ）は日本のラッパー。大阪府大阪市出身。

## 来歴
2017年に第12回高校生ラップ選手権に初出場し、弱冠15歳という若さでベスト4に入りその名を全国に広げた。その後、2019年に行われた第16回高校生ラップ選手権で優勝を飾る。その後のワンマンライブなどは即完売。弱冠20歳にして数々のHIPHOPレジェンド達とも共演している。

## 人物
- レゲエとHIPHOPのハイブリッドというオリジナルなスタイルで日々精力的に音楽活動を行っている。

## ディスコグラフィー

### シングル
- 『Dear Family』（2019年5月8日）
- 『CHANGE』（2019年8月27日）
- 『少年A』（2019年10月13日）
- 『LADY』（2019年12月25日）
- 『lt’s okay』（2020年1月27日）
- 『Yellow Monkey』（2020年7月23日）
- 『Nakid Fact』（2020年10月10日）
- 『Get over it.（feat. 漢 a.k.a. GAMI）』（2020年10月18日）
- 『BACK 2 DA OLD SCHOOL』（2020年12月23日）
- 『ASIAN CINEMA』（2023年8月20日）
- 『 ADVISE［Remix］（feat. ARARE）』（2024年8月16日）

### アルバム
- 『食わずに吸うだけ。』（2019年4月20日）
- 『LIVING』（2021年8月18日）
- 『LEGEND』（2021年8月18日）
- 『MOTHER EARTH』（2023年3月7日）

### EP
- 『LOST IN TAPE』（2020年5月23日）
- 『DREAM DEALERS』（2022年7月3日）
- 『YOMI』（2024年5月1日）
- 『TOKOYO』（2024年8月23日）

### 参加楽曲
- 裏庭独走最前線 2019 / TERRY THE AKI-06＆Red Eye
- THUG LIFE / Red Eye＆OVER KILL
- EVERYTHING / Red Eye,SHINGO★西成,KIRA＆下拓
- ビッチしかいねえ / Red Eye＆下拓
- LAST MAN STANDING（feat. Red Eye）/ REAL-T
- CBD（feat. Red Eye＆D.O）［Remix］/ KOHH
- うしろきいつけや feat.Red Eye / SHINGO★西成
- Red Burner / Red Eye＆OVER KILL
- Dangerous Original（feat.D.O）［Remix］/ Red Eye＆OVER KILL
- ONE PAN（feat.Vingo,kZm,Benjazzy,Red eye & Jin Dogg）/ BAD HOP
- MY SONG（feat.Red Eye) / D.O
- スタンド・バイ・ミー（feat. 漢 a.k.a. GAMI & Red Eye) / D.O
- PLAYAS ANTHEM（feat. MonyHorse & Red Eye)/ OVER KILL
- GOD BLESS MAGIC（feat. Red Eye）［Remix］/ OZworld
- Blood Line / Red Eye, D.O＆ Flower.far

## 出演

### 配信ドラマ
- 警視庁麻薬取締課 MOGURA（2025年1月9日ABEMA） - Young06 役[2]